# Epitola albomaculata
Epitola albomaculata är en fjärilsart som beskrevs av Bethune-Baker 1903. Epitola albomaculata ingår i släktet Epitola och familjen juvelvingar. Inga underarter finns listade i Catalogue of Life.